# 張學華
張學華，廣東省廣州府番禺縣人，清朝政治人物、同進士出身。
光緒十六年（1890年），参加光緒庚寅科殿試，登進士三甲8名。同年五月，改翰林院庶吉士。光緒十八年五月，散館，授翰林院檢討。